# Vuoto per pieno
L'espressione vuoto per pieno indica in edilizia un modo di computo dei volumi o delle superfici, ed è intesa come il volume totale dello spazio compreso tra le pareti esterne, il pavimento più basso e la copertura, misurato all'esterno.
La modalità di calcolo si applica ad esempio al computo del costo dei lavori edili, sia in preventivo che in consuntivo, oppure a indicazioni di strumenti urbanistici. In particolare, l'art. 3, comma 3 del D.M. 1444/1968 stabilisce che lo strumento urbanistico deve assicurare ad ogni abitante 25 mq di superficie lorda abitabile (pari a circa 80 mc vuoto per pieno), eventualmente maggiorati di una quota non superiore a 5 mq (pari a circa 20 mc vuoto per pieno) per le destinazioni non specificamente residenziali ma strettamente connesse con le residenze.
Se viene applicato questo criterio, nel computo dei volumi o delle superfici e dei relativi costi di lavorazione, non si tiene conto delle aperture (porte, finestre, ecc.) ai fini del calcolo; in questo caso, ad esempio, una parete di 10 m di lunghezza e 3 m di altezza verrà misurata comunque come una superficie complessiva di 30 mq (3 m x 10 m), e questo a prescindere dalla presenza in essa di eventuali porte o finestre, sempre che queste siano in un numero e di dimensioni corrispondenti alla media tipologica edilizia diffusa nel contesto di riferimento.
Il metodo vuoto per pieno riflette la considerazione che il minor materiale utilizzato e la minor superficie complessiva effettivamente lavorata, sono  compensati dal maggior costo e tempo di lavorazione per esecuzioni aggiuntive (ad esempio i rientri e le cornici degli spigoli vivi delle aperture, le travature eventualmente necessarie sopra di esse, ecc.), dovendosi anche considerare l'interruzione di ritmo della normale lavorazione di superfici piane e il maggior spreco di materiale (calce, intonaco o elementi di struttura del muro come forati, blocchetti, pannelli in laterizio, carpenterie, ecc.).
Al di fuori dell'edilizia, l'espressione viene utilizzata nel gergo comune per indicare una stima approssimativa. In particolare, viene utilizzato nel turismo e in congressistica, per indicare un contratto di affitto (di sale o camere o altro) indipendente dalla percentuale di effettivo utilizzo.